# Republiek Lakota

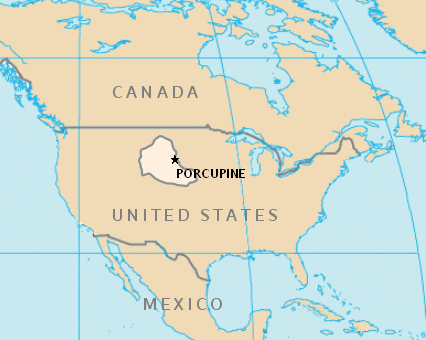
Mogelijk gebied van de republiek

De Republiek Lakota (Engels: Republic of Lakotah) is een voorgestelde, niet-erkende onafhankelijke staat voor de Lakota-indianen in de Verenigde Staten. De hypothetische republiek zou grote delen bevatten van de Amerikaanse staten North Dakota, South Dakota, Montana, Nebraska en Wyoming. De voorgestelde grenzen zijn die van het Verdrag van Fort Laramie uit 1851.
Een groep indianen trok op 17 december 2007 onder de naam Lakota Freedom Delegation naar Washington D.C. en verklaarden daar de onafhankelijkheid van de Lakota-indianen in de Verenigde Staten. Volgens hen betrof het geen onafhankelijkheidsverklaring van de VS, maar een herbevestiging van de soevereiniteit van de Lakota. De republiek is uitgeroepen op 19 december 2007 door het opzeggen van oude verdragen door de Lakota-indianen. De onafhankelijkheid wordt nergens erkend. Verschillende indianenstammen hebben duidelijk gemaakt dat zij de Lakota Freedom Delegation niet ondersteunen.